# 第142独立機械化旅団 (ウクライナ陸軍)
第142独立機械化旅団（だい142どくりつほへいりょだん、ウクライナ語: 142-га окрема механізована бригада、略称：142 ОМБр）は、ウクライナ陸軍の旅団。東部作戦管区隷下。
2023年2月15日に予備役歩兵旅団として新編後、7月25日に第142独立歩兵旅団へ改編された。
2025年1月、機械化に伴い、第142独立機械化旅団に改編された。
2025年6月、Militarylandは旅団がドイツから供与されたレオパルト1A5を装備した事、また第9軍団に編入された事を報じた。

## 編制
2024年時点の編制は以下のとおりとなる。
- 旅団本部
- 第414歩兵大隊
- 第415歩兵大隊
- 第416歩兵大隊
- 第425歩兵大隊
- 第426歩兵大隊
- 第457歩兵大隊